# Kerstliederen (album)
Kerstliederen is een kerstalbum van Herman van Veen uit 1979. De muzikale begeleiding stond onder leiding van Ton Koopman.

## Achtergrond
Van Veen en Koopman hadden gekozen voor een aantal oude Nederlandse en Vlaamse kerstliederen, veelal in de oorspronkelijke tekst. De opnamen vonden plaats in oktober 1978 (de muziek) en mei 1979 (zang) in het gebouw van de Doopsgezinde Gemeente in Haarlem.
Er was gekozen voor een begeleiding in barokstijl, uitgevoerd door een niet met name genoemd ensemble dat uit tien leden bestond. Voor dirigent Ton Koopman was dit ensemble een opstapje naar zijn eigen groep die hij kort na de opnamen van dit album oprichtte: het Amsterdam Baroque Orchestra. Koopman was voor dit album verantwoordelijk voor de arrangementen. Bovendien bespeelde hij het orgel en de klavecimbel.
Het was niet voor het laatst dat Van Veen en Koopman samenwerkten. In 1995 verscheen de cd Weihnachten mit Herman van Veen & Ton Koopman (anders dan de titel doet vermoeden, bevatte dit album ook enkele Nederlandstalige stukken), met daarop enkele heropnames van de titels die ook op Kerstliederen te horen waren geweest.

## Uitgaven
Het oorspronkelijke album verscheen in 1979 op lp en musicassette op het Polydor-label als uitgave van Van Veens eigen productiebedrijf Harlekijn Holland. In 1987 verscheen de cd-versie. De lp-versie bevatte alle liedteksten, maar de musicassette en de cd bevatten die niet. De originele uitgave is niet meer verkrijgbaar.

## Tracklisting
- 1. "Klein Klein Jezuken": Oost-Vlaams volksliedje
- 2. "A la Berline Postillon": Vlaams volksliedje uit laat-16e eeuw voor Driekoningen, een zogenoemd 'bedelliedje'
- 3. "O Kerstnacht, Schoner dan de Dagen": Nederlands volksliedje met tekst van Joost van den Vondel uit Gijsbrecht van Aemstel
- 4. "Hoe Leit dit Kindeken": Middeleeuwse tekst uit Vlaanderen, waarschijnlijk uit midden 17e eeuw[1]
- 5. "Gloria in Excelsis Deo": Franse melodie, tekst van J.D.C. van Dokkum (1868-1938)[2]
- 6. "O Suver Maecht van Israël": Vlaams lied, voor het eerst beschreven begin 16e eeuw[3]
- 7. "Herders, Hij is Geboren": Vlaams volksliedje uit eerste helft 17e eeuw (op de hoes staat als titel vermeld 'Herder, Hij is Geboren')
- 8. "O, Kindeken Klein": Duits wiegelied, oorspronkelijk van Samuel Schmeidt (1587-1654), later bewerkt door Johann Sebastian Bach[4]
- 9. "Nu Syt Wellecome": Nederlands kerstlied uit 17e eeuw
- 10. "'t Is Geboren, het Godd'lijk Kind": Franse melodie uit 18e eeuw, tekstoorsprong onbekend
- 11. "O Herders Laat Uw Bokskens en Schapen": Vlaams lied dat begin 17e eeuw voor het eerst op schrift is gezet, maar waarschijnlijk al veel ouder is. De melodie is ontleend aan de Vulcanusdans dat al eind 16e eeuw bekend was[5]

## Artiesten en medewerkers
- Herman van Veen: zang
- Ton Koopman: arrangementen, begeleiding, orgel, klavecimbel
- Reinhard Goebel: viool
- Alda Stuurop: viool
- Hajo Bäss: viool
- Jaap ter Linden: cello
- Ku Ebbinge: hobo, blokfluit
- Bruce Haynes: hobo, blokfluit
- Ricardo Kanji: blokfluit
- Denny Bond: fagot
- Toyohiko Satoh: luit
- Adriaan Verstijnen: productie
- Suzanne Meltzer: productieassistente
- Tini Mathot: opnameleiding
- Gerard Jansen: montage